# 倭国
倭国（わこく）とは、古代の中国の諸王朝やその周辺諸国が、当時中国の南東にあった政治勢力、国家を指して用いた呼称。倭国および倭国王の勢力範囲に関しては諸説ある。隋書倭国伝や北史倭国伝では、その国境は東西に五カ月で南北に三カ月とされる。倭人は紀元前2世紀頃から『漢書』地理志などの史料に現れている。7世紀後半に倭国と呼ばれていたヤマト王権は対外的な国号を日本に改めたが『後漢書』以来の倭国との関連は定かでない。中国正史の旧唐書、新唐書の間でも記述に差異がある。

## 歴史

### 小国の形成と倭国大乱
「倭」ないし「倭人」が、中国の歴史書物に登場するのは、弥生時代中期の紀元前150年頃のことであり、中国では、『漢書』に記された前漢代にあたる。『漢書地理志』によると、紀元前2世紀から紀元前後ごろにかけて、倭人が定期的に漢の植民地楽浪郡を介して（前）漢王朝へ朝貢しており、多数（『漢書』には「100余」と記す）の政治集団（国）を形成していたことが知られている。
1世紀中葉の建武中元2年（57年）になると、北部九州（博多湾沿岸）にあったとされる倭奴国（ここで云う国とは、中国で云う国邑すなわち囲まれた町のこと）の首長が、後漢の光武帝から倭奴国王に冊封されて、金印（委奴国王印）の賜与を受けている。
「建武中元二年 倭奴國奉貢朝賀 使人自稱大夫 倭國之極南界也 光武賜以印綬」
　　　　　　　　　　　　　　　　　　　　　　　　　　　『後漢書』東夷傳書き下し：建武中元二年、倭奴国、貢を奉じて朝賀す、使人自ら大夫と称す、倭国の極南の界なり、光武、印綬を以て賜う。
これは北部九州における倭人の政治集団の統合が進み、その代表として倭奴国が後漢へ遣使したと考えられている。
『魏志』倭人伝にみられる「奴国」は、福岡平野が比定地とされている。この地からは『後漢書』東夷伝に記された金印「漢委奴国王印」が出土しており、奴国の中枢と考えられる須玖岡本遺跡（春日市）からは紀元前1世紀にさかのぼる前漢鏡が出土している。また、「伊都国」の中心と考えられる三雲南小路遺跡（糸島市）からも紀元前1世紀の王墓が検出されている。

その約50年後の永初元年（107年）には、倭国王帥升が後漢へ遣使し、生口（奴隷）を160人献呈している。
「安帝永初元年 倭國王帥升等獻生口百六十人 願請見」
　　　　　　　　　　　　　　　　　　　　　　　　　　　『後漢書』東夷傳書き下し：安帝永初元年、倭の国王帥升等、生口百六十人を献じ、請見を願る。
107年の文献に名を残す日本史上最古の人物である帥升は、史料上、倭国王を称した最初の人物でもある。さらに「倭国」という語もこの時初めて現れている。これらのことから、この時期に、対外的に倭・倭人を代表する倭国と呼ばれる政治勢力が形成されたと考えられる。
後漢書は遥か後代の編纂であるが、このことから、1世紀末から2世紀初頭にかけて、倭国をある程度代表する有力な政治勢力が生まれたとする見解があるものの、日本列島各地の豪族がそれぞれ倭国王を称していた可能性も否定できない。いずれにせよ、これ以降、7世紀最末期までの間、倭・倭人を代表する/統合する政治勢力は、対外的に「倭国」を称し続けた。
帥升以降、男子が倭国王位を継承していったとされるが、2世紀後期になると倭国内の各政治勢力間で大規模な紛争が生じた（倭国大乱）。

### 魏志倭人伝と卑弥呼
この大乱は、邪馬臺國/邪馬壹國（邪馬台国参照）に居住する卑弥呼が倭国王に就くことで収まった。卑弥呼は240年代に亡くなり、その次は男子が倭国王となったが再び内乱が生じ、女子の臺與/壹與（台与参照）が倭国王となって乱は終結した。このように、弥生後半の倭国では、巫女的な女子が王位に就くことがたびたびあった。
『三国志』魏書東夷伝倭人条、いわゆる魏志倭人伝には邪馬台国をはじめ、対馬国、一大国、末盧国、伊都国、奴国などの諸国についてかなり詳細な記述がみられる。不弥国（帯方郡とする説も）から投馬国までは南へ水行20日で到着し、投馬国から邪馬台国までも南へ水行10日陸行1月で到着する。邪馬壹國王卑弥呼も魏の国に朝貢し親魏倭王の称号を授かった。
壹与以後、しばらく倭国による中国王朝への朝貢の記録は途絶えていた。国造本紀によれば、120以上の国造が日本列島の各地にいて、地域国家が形成されていた。
4世紀頃になると文献史料に登場しなくなり、空白の4世紀と呼ばれ謎につつまれている。
古墳時代4世紀前半までには連合し成立したとされるヤマト王権の王たちは対外的に「倭王」「倭国王」を称したが、初期のヤマト王権は地域国家の諸豪族の連合政権であり、専制王権や王朝ではなかったと想像される。地域国家の王たちが、対外的に倭国王と称したこともあったと想像される。
4世紀後期ごろからは東晋など南朝への朝貢がみられるようになり、この南朝への朝貢は5世紀末頃まで断続的に行われた。これが『宋書』に記された「倭の五王」であり、讃、珍、済、興、武という5人の王が知られる。
倭国王は、大陸南朝の王朝に対しては倭国王もしくは倭王と称し、国内的には熊本県の江田船山古墳出土の銀象嵌銘大刀に「治天下獲□□□鹵大王」とあるように、王または大王、治天下大王（あめのしたしろしめすおおきみ）と称した。

### 「倭国」から「日本」へ

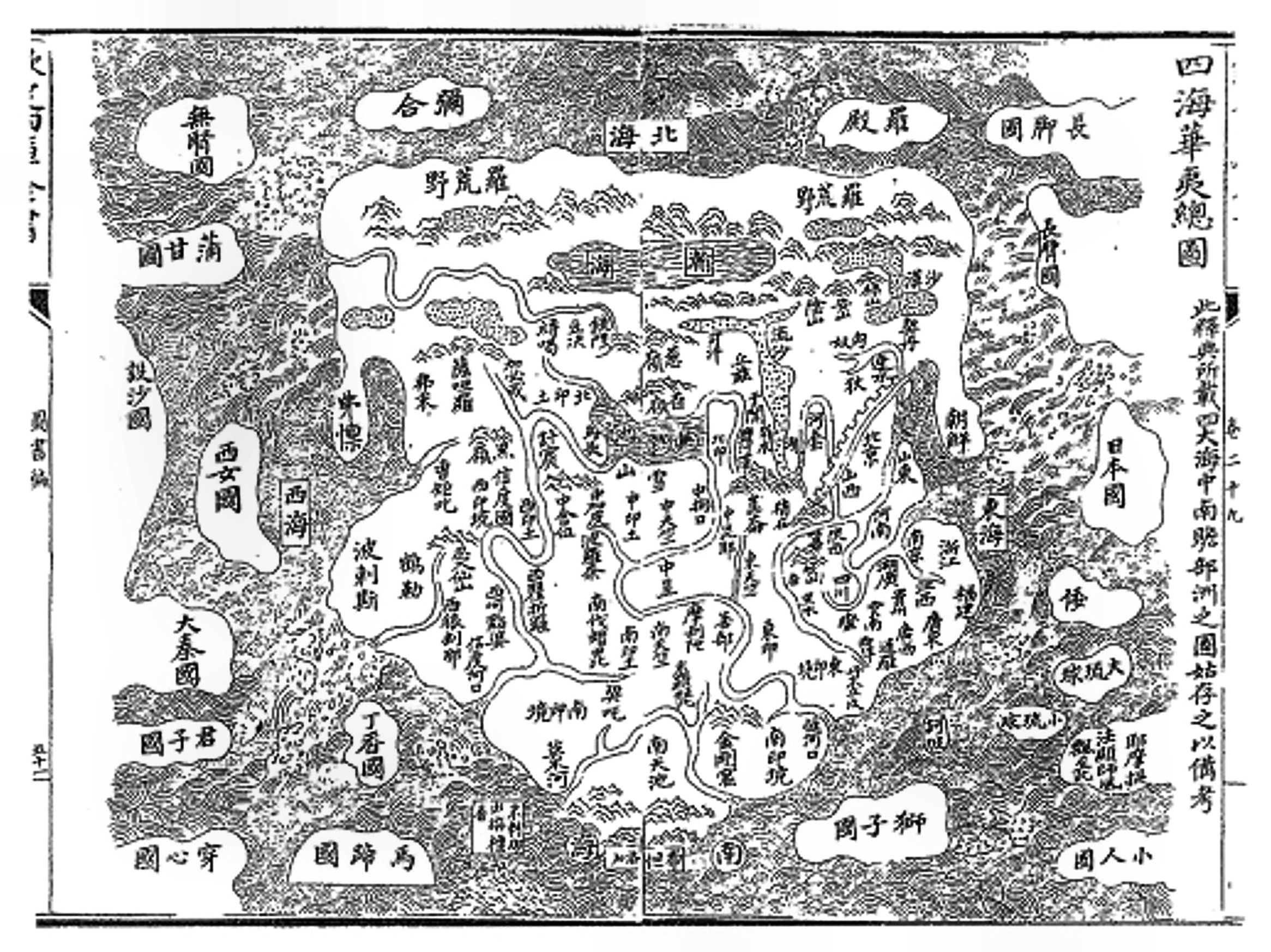
1532年に作成された世界地図『四海華夷總圖』。西の果てに大秦国の表記がある

『隋書』卷八十一 列傳第四十六 東夷 俀國で記述される。隋書では、俀國は百済・新羅から東南、水陸三千里にあるとされ、その国の領域は、東西に五カ月で、南北に三カ月とされている。607年に俀國王多利思北孤から派遣された遣隋使の使者が持参した隋への国書では、俀國王（倭国王）の表記を用いず、「日出處天子」（日出ずるところの天子）と記している。これは当時の仏典『大智度論』（『摩訶般若波羅蜜多経』の注釈書）などに「日出處是東方 日没處是西方」とあるように東方にあることを示しただけとする考えもある。しかし、日本が発展する中で「倭」という文字は国名に相応しい意味ではないと気付き、それが理由となり「日本」という国名に改めていったという説が存在するその後、7世紀後半に至るまで国号の表記は倭国・倭のままであった。
| 『旧唐書』巻一百九十九上 列伝第一百四十九上 東夷 倭国 日本国                                                                                     |
| --- |
| 日本國者、倭國之別種也、以其國在日邉、故以日本爲名。或曰：「倭國自惡其名不雅、改爲日本。」或云：「日本舊小國、併倭國之地。」                     |
| 『新唐書』巻二百二十 列伝第一百四十五 東夷 日本                                                                                                  |
| 咸亨元年、遣使賀平高麗。後稍習夏音、惡倭名、更號日本。使者自言國近日所出、以爲名。或云：「日本乃小國、爲倭所并、故冒其號。」使者不以情、故疑焉。 |
| 『宋史』巻四九一 外国伝 日本国 |
| 倭國者、本倭奴國也、自以其國近日所出、故以日本爲名。或云、惡其舊名改之也。                                                                       |
| 『三国史記』新羅本紀 文武王十年十二月 |
| 倭國更號日本、自言近日所出、以爲名。 |

660年、百済が滅びると倭国はその復興を企図し、唐・新羅とのあいだで663年に白村江の戦いが勃発するが敗北し、朝鮮半島からの完全撤退を余儀なくされた。これを受け倭国内部では、国制整備・国力増強への志向が急速に強まった。672年の壬申の乱に勝利した天武天皇は、律令国家建設を加速し、その過程で、北朝唐に対して、南朝系の倭国・倭とは別国である如くに示すことにより、唐の侵攻をなんとしても避ける必要があった。7世紀最末期には新国家体制を規定する大宝律令の編纂がほぼ完了したが、同律令施行直前の701年前後に国号が倭・倭国から日本へ改められたとされている。以後、日本列島の中心的な政治勢力が倭をヤマトと自称することになる。
このときの国号改称について、『新唐書』（『唐書』）、『旧唐書』（『舊唐書』）に「倭という名称をきらって日本へ改称した」という内容の記述が残されている。また、『旧唐書』には「元々小国だった日本が倭国を併合した」、『新唐書』には「倭国が小国だった日本を併合して国号を奪った」という内容の記述もあり、これは天武天皇が弘文天皇の近江朝廷を滅亡させた壬申の乱を表していると一般的には理解されている。また、朝鮮半島の史書『三国史記』「新羅本紀」文武王十年（670年、唐の咸亨元年）12月条には、「倭国、号を日本に更む。自ら言う、日出づるに近きを以て名を為す」とあるが、井上秀雄は東洋文庫の訳注で、この記事は『新唐書』日本伝を誤読した記事であり信用できないとしており、吉田孝も岩波新書『日本の誕生』で「新唐書日本伝の記事の誤解による」と同じ意見を述べている。新唐書には天皇家として目多利思比孤が初めて中国と通じたと記されている。
その後も日本国内では、しばらく日本を指して「倭」ヤマトと呼ぶこともあったが、奈良時代中期頃（天平勝宝年間）から同音好字の「和」が併用されるようになり、次第に「和」が主流となっていった。また、「日本」は当初は「ヤマト」と読まれていたが、平安時代以後、ヤマトは日本の都ではなくなった。日本が「ヤマシロ」と読まれたことはなく、やがて「ニポン」「ニフォン」「ニッポン」「ニホン」などと音読されるようになり、現在へ至ったとされる。

## ワークワーク
中世イスラム世界では、9世紀にイブン・フルダーズベが記した『諸道と諸国の書』（アラビア語: كتاب المسالك والممالك / Kitāb al-Masālik w’al-Mamālik）や中世に成立した「千夜一夜物語」（アラビア語: ألف ليلة وليلة、Kitāb alf laylah wa-laylah）などに、中国やインドの東方にある国として「ワークワーク」（アラビア語: الواق واق、al-Wāqwāq）という地名が記されており、これは「倭国」のことであるとする説がある。